# 杉山靖憲
杉山靖憲（1877年11月30日—？），原姓井本，號天雞，日本東京人，曾任新聞記者，後轉往政界發展，擔任澎湖郡守、大甲郡守等公職，並著有《臺灣名勝舊蹟誌》、《臺灣歷代總督之治績》等書。

## 生平
杉山靖憲在1877年11月30日生於東京府，1895年從山口中學校退學，1897年進入陸軍工兵第五大隊，1901年參加八國聯軍，1904年、1905年皆立下戰功。1906年9月福岡地方裁判所書記試驗合格，翌年通過廣島縣文官普通試驗，1910年8月，擔任臺灣總督府民政部內務局地方課雇，同年擔任總督府屬。1911年擔任總督府內務局地方課屬，翌年擔任地方部地方課屬。1915擔任地方部地理課屬，同年臺灣總督府為配合臺灣勸業共進會之籌備，在4月命令各州廳匯報轄內名勝古蹟，但各州廳有不同的選擇標準。總督府派遣囑託森山氏實地考察，並任命杉山靖憲為「編纂主任」，以臺灣日治時期之前的文獻、各州廳提供之資訊為基礎，加上實地考察之成果，於1916年4月18日出版《臺灣名勝舊蹟誌》一書。
1917年擔任總督府官房文書課屬，同年擔任官國幣社神職尋常試驗委員書記及社司社掌試驗委員書記。1918年擔任社司社掌試驗委員書記，翌年擔任總督官房參事官室屬及地方部社寺課屬。1920年9月進入拓殖局工作，同年8月赴朝鮮、滿洲、關東州、青島等地視察。
1923年4月，杉山獲授六等瑞寶章，隨後擔任新化郡守，翌年擔任澎湖郡守，任內著有《澎湖之古今》一書，分別介紹澎湖的歷史、現狀及名勝舊蹟。1926年擔任大甲郡守，任內積極開發地方產業，有「良牧民官」之稱，1930年離職。